# أوترندورف
اترندورف (بالألمانية: Otterndorf) هي بلدة ألمانية تقع في ألمانيا في سكسونيا السفلى. يقدر عدد سكانها بـ 7,113 نسمة .

## المدن التوأمة
مدن بنتسلين وSheringham هي مدن توأمة لـاترندورف.

## أعلام
- أندريه هان